# Чарлс Спирмън
Чарлс Спирман (на английски: Charles Edward Spearman) е английски психолог, известен с работата си в статистиката и като пионер във факторния анализ.
Значението на неговите приноси към когнитивната и диференциалната психология трудно могат да бъдат преувеличени. Спирман открива консистентни положителни корелации между различните тестове за умствени способности, като вдъхновява прочутата двуфакторна теория: всеки тест за умствени способности мери общата способност g, срещана във всички тестове, и специфичната способност s, характерна за всеки тест. Той разработва математическа процедура - факторния анализ, който позволява енергична проверка на двуфакторната теория и прави възможно точно да се изчисли корелацията (или „факторните тегла“) за всеки тест в батерия от тестове с g-фактор. Спирман разглежда g като задължително условие на тестовете за интелигентност. Той характеризира фактора g, като способност за схващане на взаимоотношенията и абстрахиране.
Другите му трайни приноси към психометричната методология са корекциите за недостатъчност на корелацията, ранговият коефициент на корелация и точното формулиране на взаимоотношението на надеждността с дължината на теста (известно като пророческа формула на Спирман-Браун).